# Youth Cup kobiet w kombinacji norweskiej 2021/2022
Sezon 2021/2022 Youth Cup kobiet w kombinacji norweskiej. Rywalizacja rozpoczęła się w niemieckim Oberhofie, 27 sierpnia 2021, natomiast zakończyła się 9 stycznia 2022 w czeskim Harrachovie.
W grupie Youth I w sezonie 2021/2022 startowały zawodniczki urodzone w latach 2007-2009, natomiast w grupie Youth II zawodniczki urodzone w latach 2004-2006.

## Kalendarz i wyniki Youth I
| Lp. | Data             | Miejscowość | Konkurencja           | 1. miejsce     | 2. miejsce                 | 3. miejsce    |
| --- | ---------------- | ----------- | --------------------- | -------------- | -------------------------- | ------------- |
| 1.  | 27 sierpnia 2021 | Oberhof     | Gundersen HS70/2 km   | Minja Korhonen | Anna Kerko                 | Giulia Belz   |
| 2.  | 28 sierpnia 2021 | Oberhof     | Gundersen HS70/3 km   | Anna Kerko     | Minja Korhonen             | Thea Häckel   |
| 3.  | 8 stycznia 2022  | Harrachov   | Gundersen HS73/3,8 km | Teja Pavec     | Brina Sušnik               | Julia Schmidt |
| 4.  | 9 stycznia 2022  | Harrachov   | Gundersen HS73/2,5 km | Teja Pavec     | Ingvild Synnøve Midtskogen | Julia Schmidt |

## Kalendarz i wyniki Youth II
| Lp. | Data             | Miejscowość | Konkurencja           | 1. miejsce          | 2. miejsce          | 3. miejsce       |
| --- | ---------------- | ----------- | --------------------- | ------------------- | ------------------- | ---------------- |
| 1.  | 27 sierpnia 2021 | Oberhof     | Gundersen HS70/2,5 km | Magdalena Burger    | Nathalie Armbruster | Anne Häckel      |
| 2.  | 28 sierpnia 2021 | Oberhof     | Gundersen HS70/3,6 km | Nathalie Armbruster | Magdalena Burger    | Anne Häckel      |
| 3.  | 8 stycznia 2022  | Harrachov   | Gundersen HS73/5 km   | Nathalie Armbruster | Magdalena Burger    | Tereza Koldovská |
| 4.  | 9 stycznia 2022  | Harrachov   | Gundersen HS73/2,5 km | Nathalie Armbruster | Tereza Koldovská    | Greta Pinzani    |

## Klasyfikacje
| Lp. | Zawodnik                   | Punkty |
| --- | -------------------------- | ------ |
| 1.  | Teja Pavec                 | 272    |
| 2.  | Julia Schmidt              | 194    |
| 3.  | Minja Korhonen             | 180    |
| =   | Anna Kerko                 | 180    |
| 5.  | Brina Sušnik               | 167    |
| 6.  | Anna-Sophia Gredler        | 140    |
| 7.  | Ingvild Synnøve Midtskogen | 112    |
| 8.  | Thea Häckel                | 110    |
| 9.  | Giulia Belz                | 92     |
| 10. | Eva-Maria Holzer           | 86     |

| Lp. | Zawodnik              | Punkty |
| --- | --------------------- | ------ |
| 1.  | Nathalie Armbruster   | 380    |
| 2.  | Magdalena Burger      | 260    |
| 3.  | Tereza Koldovská      | 212    |
| 4.  | Greta Pinzani         | 172    |
| 5.  | Jolana Hradilová      | 139    |
| 6.  | Anne Häckel           | 120    |
| 7.  | Karolína Horká        | 108    |
| 8.  | Tinkara Gros          | 96     |
| 9.  | Ronja Loh             | 95     |
| =   | Anna-Fay Scharfenberg | 95     |
| 11. | Zuzanna Rapacz        | 81     |